# 桂あやめ (3代目)
3代目 桂 あやめ（かつら あやめ、本名：入谷 ゆか（いりたに ゆか）、1964年1月31日（戸籍上は2月1日） - ）は、日本の落語家。吉本興業→フリー（2025年～）。上方落語協会、上方落語協会茶道部「楽茶会」会員。出囃子は「菖蒲浴衣」。
兵庫県神戸市兵庫区出身。夙川学院高校中退。
寄席囃子三味線方の林家和女は実姉、5代目林家小染は義兄。当代林家染八は甥。

結三柏は、桂文枝一門の定紋である。

## 来歴
中学校2年生の時、課外授業「上方落語鑑賞」で落語に夢中になり、5代目桂文枝（当時は3代目小文枝）のオリジナルTシャツを作製し落語会に着ていくなど、追っかけをしていた。5代目文枝によると、夏場に浴衣を着て毎日放送の「素人名人会」の公開収録を参観、番組の慣例だった「客席飛び入り」に名乗り出て落語を演じたことがあったという。小文枝に入門を志願したところ車の免許がないことを理由に断られたため、合宿にて2週間後に取得、1982年6月5日に入門を許されて桂 花枝（かつら はなし）を名乗る。5代目文枝によると免許の話は断るための口実であったが、本当に取得してきたため弟子入りを認めざるを得なかった。
初高座は1982年11月京都蛸薬師の桂文太の会。当時女流噺家が珍しかったため、その音源が録音されている。花枝時代は愛称は「花ちゃん」。入門当時は何をやってもウケず、悩んだあげく女性が女性を演じる創作落語に転じ、これにより、「セールス・ウーマン」「営業一課の高田君」「コンパ大作戦」などが生まれた。5代目文枝は古典落語には無理があると考え、「おまえなりの何かを考えてやったほうがええのとちゃうかなあ」と助言したと記している。
24歳で、釣り好きの4歳年上の照明技師と結婚するも、3年目で離婚した。小文枝は当初から結婚は長続きしないと考えており、「おまえ、別れるで」と話していたという。
1992年1月5日、「スナックママ連続殺人事件」（警察庁指定119号事件）の指名手配被疑者が隣人を装って部屋に侵入、首を絞められ現金14万円を奪われた。しかし、彼女の通報により被疑者逮捕に至った。小文枝によると、警察の事情聴取には気丈に応じていたが、その後、経緯を報告すべく師匠宅に電話を入れ、師の声を聞いた途端に泣き崩れてしまったという。5日後の1月10日、当時雇われママをしていたスナック「はなし」で店内に置いてあった現金35000円が盗難され、再度マスコミの話題になった。
1992年4月に「桂あやめ」への襲名が桂小枝と小文枝の相談によって決定（小文枝の「文枝」襲名と同時期）したが、前記の「スナックママ連続殺人事件」の影響で実際の襲名は約2年遅れ、1994年6月6日に3代目桂あやめを襲名する。「あやめ」は小文枝の入門当時の高座名で、高校時代から憧れていた。同年10月15日、アメリカ、シアトルのオペラハウスでの落語会に、師匠・桂文枝や桂文福と共に出演。 
1995年1月17日の阪神・淡路大震災で母親を亡くすも、気丈に高座を務めた。その当時の状況は、後に出演した「徹子の部屋」で語られた。体調を崩した父を自分のアパートに引き取って面倒を見た。
1999年、林家染雀との音曲漫才コンビ「姉様キングス」を結成。2002年に38歳で第1子となる女児を出産し、シングルマザーとなる。父親の名前は公表していない。
2003年からは大阪府大阪市天王寺区にミニホール「茶臼山舞台」を開いていた（2007年3月まで）。閉場後はあやめ自身が開催する落語会や公演の連絡先となっている。
2009年には彦八まつりの実行委員長を務めた。それに伴い、短編映画「あなたのためならどこまでも」を撮影し、まつりで公開した。
2012年、内海英華、めぐまりこ、こっこ、わんだふる佳恵、春野恵子、かぐや、ヴァチスト太田とともに『女芸人キャバレーナイト』を結成。同年1月より、毎月最終月曜日に都合の合うメンバーが数名集まり、ステージショーを公演。さらに同年のその後、英華およびまりことともに音曲漫才トリオ『オジョウサンズ』も立ち上げる。
2012年、林家花丸、笑福亭生喬、林家染雀とともに「花詩歌タカラヅカ（はなし家宝塚ファン倶楽部）」を立ち上げる。芸名は「逢坂 夕陽（おーさか ゆうひ）」。
2014年には髪の毛を金髪にした。
2018年にオープンした神戸新開地・喜楽館のロゴの青枠の中の「N」の上の赤いマークはあやめによるイラストで、座布団の上で笑う人を碇形に似せて描いた。

## 演芸活動
時事問題を扱う「あやめジャーナル」、新作落語のネタ下ろし中心の「できちゃったらくご!」など、積極的に落語会を主催している。
一時期SM大喜利というイベントを行っていた。高座でSMのコスチュームで悪い答えには膝の上にブロックを置く過酷なルールだった。
漫才コンビのロザンと共に、「あやめ・ロザンのアンテナ」と言う名前のトークイベントを開催していた。
ラジオ番組『ラジオよしもと むっちゃ元気!』がきっかけで、まるむし商店の磯部公彦としましまんずの4人で「おせち」というユニットバンドを組み、自作の曲でライブを行っていたことがある。あやめはヴォーカルとアコーディオンを担当した。

## 人物
- 「スナックママ連続殺人事件」被害がきっかけとなり、防犯催涙スプレーの通信販売広告キャラクターを務めた。
- 蜘蛛グッズコレクター。
- 実姉が林家和女、義兄が5代目林家小染、自身が桂あやめ、と偶然とはいえ最後に「め」がつく名前であることに本人はこだわりをもっている旨を芸人仲間にも語っている。それゆえ弟子にも「さろめ」「おとめ」と命名し、統一を図ったという。

## 出演

### 過去
- OBCヤングラジオ（ラジオ大阪） - 火曜日パーソナリティ
- ジェフとあやめの金曜KANSAI丼（ラジオ関西）
- FNNスーパーニュースアンカー（関西テレビ） - 金曜日不定期
- 連続テレビ小説 芋たこなんきん （NHK総合テレビ） - 工藤タエ 役
- ラジオよしもと むっちゃ元気スーパー!（ラジオ大阪） - 木曜日パーソナリティ
- ほっとネット☆ベイコム（ベイコム） - 隔週

## 受賞歴
- 1987年 「第8回ABC漫才落語新人コンクール」最優秀新人賞
- 1994年 「第1回きらめき賞」
- 1996年 「咲くやこの花賞」大衆芸能部門
- 1997年 「大阪府芸術劇場」奨励新人賞認定
- 2000年 「大阪府女性基金プリムラ奨励賞」
- 2002年 「第57回文化庁芸術祭賞」演芸部門優秀賞
- 2007年 「繁昌亭大賞」奨励賞
- 2018年「神戸市 文化奨励賞」[8]

## 著書
- 『桂あやめの艶姿ナニワ娘』東方出版、2000年、ISBN 4885916488

## 弟子
- 桂さろめ（2007年入門、のちに廃業）
- 桂おとめ（2017年3月入門)